# Triodos Bank
Triodos Bank és una entitat de crèdit de banca ètica fundada l'any 1980 i amb seu als Països Baixos. Té sucursals a Bèlgica, Regne Unit, Catalunya, Espanya i Alemanya. A més, desenvolupa una intensa activitat en altres llocs d'Europa, Amèrica del Sud, Àsia i Àfrica.

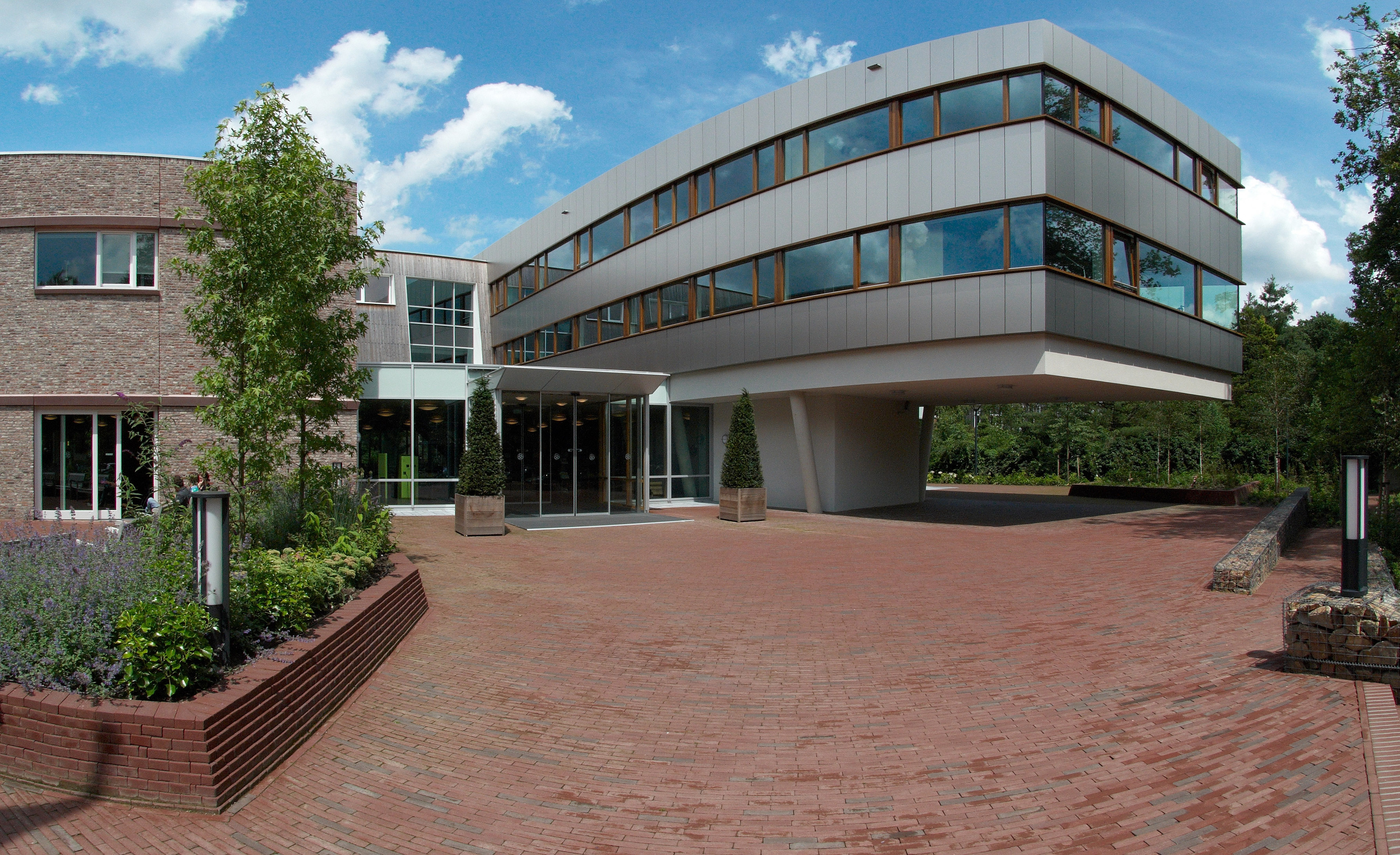
Triodos bank a Zeist, Països Baixos.

L'entitat basa el seu model bancari en la transparència respecte a totes les inversions que realitza amb els estalvis dels seus dipositants, que es poden consultar al seu web. Igualment, el banc atorga finançament d'acord amb uns criteris d'exclusió, com no concedir crèdit a la indústria armamentística, i d'inclusió.
L'objectiu de Triodos Bank és contribuir a un canvi positiu i sostenible de la societat des del sistema financer, que millori la qualitat de vida de les persones i respecti el medi ambient i la cultura. Per això, inverteix únicament en empreses i iniciatives que, a més de ser econòmicament rendibles, aporten un valor afegit de caràcter mediambiental, social i cultural. Les inversions de Triodos Bank van dirigides a sectors com el de les energies renovables, la tecnologia ambiental, l'agricultura ecològica, la bioconstrucció, el turisme sostenible, el suport a grups en risc d'exclusió social o l'art.
El banc també finança organitzacions que treballen en l'àmbit de la cooperació per al desenvolupament, en què destaquen les seves iniciatives de foment del comerç just i els microcrèdits com a eines eficaces en la lluita contra la pobresa. En aquest camp, Triodos Bank participa en 60 institucions financeres a 30 països del món. Tot això és possible gràcies als seus clients i inversors, tant particulars com institucions, que desitgen contribuir a un canvi positiu de la societat en un context de desenvolupament sostenible, més humà i respectuós amb el planeta i les persones.
Triodos Bank no solament té en compte els aspectes econòmico-financers en la seva pràctica bancària, sinó també la repercussió social i mediambiental de la seva activitat. Aquesta triple aproximació queda reflectida en el seu mateix nom: Triodos, derivat de l'expressió grega tri hodos, que significa "triple via".
El Grup Triodos tenia l'any 2013 un balanç total de més de 5.300 milions d'euros i comptava amb més de 437.000 clients a Europa.
Respecte a l'ús de la llengua catalana, Triodos Bank ha rebut diverses queixes dels seus clients. Tanmateix, darrerament han emprès millores com la posada en funcionament del servei de banca per Internet en català, com a complement de l'atenció física i telefònica en català que donen a les seves oficines situades a Barcelona, València, Palma i Girona.